# 941 км (зупинний пункт)
942 кіломе́тр — пасажирський залізничний зупинний пункт Лиманської дирекції Донецької залізниці.
Розташований перед мостом через Сіверський Донець поблизу місцевості Полярний, Лисичанська міська громада, Луганської області на лінії Сватове — Попасна між станціями Насвітевич (2 км) та Рубіжне (5 км).
Не зважаючи на військову агресію Росії на сході Україні, транспортне сполучення не припинене, щодоби п'ять пар приміських поїздів здійснюють перевезення за маршрутом Сватове — Попасна, проте вони зупиняються тільки по станціях.